# Ólafur Þórðarson
Ólafur Þórðarson, född 22 augusti 1965, är en före detta isländsk fotbollsspelare och tränare.

## Spelarkarriär
Ólafur startade sin karriär i IA Akranes innan han flyttade utomlands för att spela i den norska ligan. Han återvände till Island efter fyra säsonger för att återigen spela i IA och var med under klubbens glansdagar då de vann ligan fem år i rad mellan 1992 och 1996. Efter säsongen 1997 blev han anställd som tränare, och som spelare, för Fylkir och fick upp laget i högsta divisionen till säsongen 1999. Hösten samma år utsågs han som tränare för Akranes vilka han tränade fram till 2006 då han blev sparkad på grund av dåliga resultat. Under sin tid som tränare i klubben spelade han även själv fram till 2002. Han vann ligan med Akranes överraskande 2001 och laget vann Isländska cupen 2000 och 2003. 
2007 började Ólafur träna Fram och laget slutade sjua i ligan samma år. Efter säsongen slutade han och tränade ingen klubb fram till oktober 2008 då han återigen tog över Fylkir. 2011-2015 tränade han klubben Knattspyrnufélagið Víkingur. 
Ólafur gjorde landslagsdebut för Island 1984 och spelade 72 matcher i vilka han gjorde totalt 5 mål. Hans sista match var i november 1996 i en VM-kvalmatch mot Irland. Ólafur är yngre bror till Teitur Thordarson som var tränare för Estland när laget 1996 mötte Island som Ólafur då spelade för.